# Рос, Фредерик де
Фредерик де Рос (фр. и нидерл. Frédéric de Roos; род. 1958) — бельгийский блок-флейтист и музыкальный педагог.
Учился в Амстердаме у Вальтера ван Хауве, затем получил музыковедческое образование в Брюссельском свободном франкоязычном университете. Много концертировал с различными камерными оркестрами и ансамблями старинной музыки. Обладатель премий «Золотой Диапазон» за записи концертов Антонио Вивальди и концертов и сонат Арканджело Корелли; запись Камерных концертов Вивальди была признана в 2002 г. венецианским Фондом Джорджо Чини лучшей записью Вивальди в мире. Записал также полное собрание концертов для блок-флейты Георга Филиппа Телемана.
Профессор блок-флейты в Брюссельской консерватории. С 2003 г. также директор её франкоязычной части.